# 平远县
平远县位于中国广东省东北部，粤、赣、闽三省交界处，属于梅州市管辖。东邻蕉岭县，南毗梅县区、兴宁市，西与西北接江西省寻乌县，北与福建省武平县接壤，县政府驻平城南路人民广场1号。
平遠縣是廣東古八賢之首、客家先賢程旼的故鄉，享有“世界客家文化始祖地”“世界客都第一村”的美譽，是中國最佳生態文化旅遊目的地、中國最佳文化休閒旅遊縣、中國民間文化藝術之鄉（船燈舞）、中國綠色名縣、廣東橙鄉、中國油茶之鄉、中國仙草之鄉。

## 地理
平远县地处广东省东北部，属南亚热带季风气候。
| 平远(1981−2010)      | 平远(1981−2010) | 平远(1981−2010) | 平远(1981−2010) | 平远(1981−2010) | 平远(1981−2010) | 平远(1981−2010) | 平远(1981−2010) | 平远(1981−2010) | 平远(1981−2010) | 平远(1981−2010) | 平远(1981−2010) | 平远(1981−2010) | 平远(1981−2010) |
| 月份                 | 1月             | 2月             | 3月             | 4月             | 5月             | 6月             | 7月             | 8月             | 9月             | 10月            | 11月            | 12月            | 全年            |
| -------------------- | --------------- | --------------- | --------------- | --------------- | --------------- | --------------- | --------------- | --------------- | --------------- | --------------- | --------------- | --------------- | --------------- |
| 平均高温 °C（°F）    | 17.9 (64.2)     | 18.8 (65.8)     | 21.6 (70.9)     | 26.2 (79.2)     | 29.3 (84.7)     | 31.6 (88.9)     | 33.6 (92.5)     | 33.0 (91.4)     | 31.4 (88.5)     | 28.6 (83.5)     | 24.7 (76.5)     | 19.7 (67.5)     | 26.4 (79.5)     |
| 日均气温 °C（°F）    | 11.6 (52.9)     | 13.3 (55.9)     | 16.5 (61.7)     | 21.5 (70.7)     | 24.6 (76.3)     | 26.8 (80.2)     | 28.3 (82.9)     | 27.7 (81.9)     | 26.1 (79.0)     | 22.6 (72.7)     | 18.0 (64.4)     | 13.2 (55.8)     | 20.8 (69.5)     |
| 平均低温 °C（°F）    | 7.3 (45.1)      | 9.4 (48.9)      | 12.8 (55.0)     | 17.9 (64.2)     | 21.0 (69.8)     | 23.4 (74.1)     | 24.2 (75.6)     | 24.1 (75.4)     | 22.1 (71.8)     | 18.0 (64.4)     | 13.1 (55.6)     | 8.7 (47.7)      | 16.8 (62.3)     |
| 平均降水量 mm（）    | 48.0 (1.89)     | 107.3 (4.22)    | 158.4 (6.24)    | 228.0 (8.98)    | 236.4 (9.31)    | 279.8 (11.02)   | 179.8 (7.08)    | 206.9 (8.15)    | 131.0 (5.16)    | 30.9 (1.22)     | 40.5 (1.59)     | 31.3 (1.23)     | 1,678.3 (66.09) |
| 平均相對濕度（％）   | 73              | 77              | 80              | 81              | 81              | 82              | 78              | 81              | 77              | 72              | 71              | 70              | 77              |
| 来源：中国气象数据网 |                 |                 |                 |                 |                 |                 |                 |                 |                 |                 |                 |                 |                 |

## 历史沿革
平远县建县于明朝嘉靖四十一年（1562年）。以广东潮州府程乡县的豪居都 （今仁居镇）为中心，并析福建汀州府的武平、上杭，江西贛州府的安远，广东惠州府的兴宁四县边地，以原设在豪居都林子管通判府馆址为基础，扩大筑城，罢馆置县。因其界于武平、安远之间，故名"平远"。初隶江西赣州府。设4都2图，即义田都、义化都、长田都、石窟都，石窟一图、二图。
明嘉靖四十三年（1564年），调整县域，归还闽赣两省武平、上杭、安远三县原析之地，增析程乡的义化、长田、石窟三都及兴宁原析之大信一里，仍组成平远县，改隶广东潮州府，县治仍设在豪居都。
明崇祯七年（1634年），析平远的石窟一图、二图，及程乡（今梅州市梅县区）部分地域，增置镇平县（即今蕉岭）。明祟祯年间割石窟一图二图与镇平，仍有四都，后改划为15乡。
清雍正十一年 （1733年），程乡县（今梅县）升格为嘉应州（今梅州），平远改隶嘉应州，与程乡、兴宁、长乐、镇平4县并称嘉应五属。
中华民国成立后，废除原有府州建制，省县之间另设道。民国3年（1914年），设潮循道，平远为下属之一县。民国9年（1920年），裁道，平远直属于省。民国26年（1937年）调整为13乡，全县划为160保，1758甲。民国30年（1941年），实行新县制，按《县各级组织纲要》规定，全县调整为142保，1676甲。
中华人民共和国成立后，全县设7个区，3个市，56个行政村。1950年调整为4个区，2个镇，13个乡。1954年，划为4个区，71个小乡，2个镇。1956年撤区并乡，成立13个乡，1个镇，71个村。1958年"政社合一"，全县成立4个人民公社，1个镇。1961年与兴宁分县后，调整为14个公社，3个农场，1个镇。
20世纪70年代中，划为16个公社，1个镇。1983年11月，恢复区、乡建制，取消政社合一的队制。全县设14个区（差干、仁居、黄畲、八尺、中行、河头、上举、泗水、东石、坝头、大柘、石正、长田、热柘），1个区级镇（大柘镇），95个乡，3个城镇管理区，4个县属国营农林场。
1986年撤区建乡设镇。全县设立5个镇 （大柘、仁居、东石、石正、八尺），11个乡（差干、黄畲、河头、中行、上举、泗水、坝头、茅坪、超竹、长田、热柘），149个村，7个城镇居委会。
1994年乡改镇建制，全县设16个镇（大柘镇、差干镇、仁居镇、黄畲镇、八尺镇、中行镇、河头镇、上举镇、泗水镇、东石镇、茅坪镇、坝头镇、超竹镇、石正镇、长田镇、热柘镇）。2003年9月，撤销超竹镇、黄畲镇和茅坪镇的镇级行政区划建制。原超竹镇并入大柘镇，原黄畲镇并入仁居镇，原茅坪镇并入东石镇。
2004年11月，撤销坝头镇的镇级行政区划将其并入大柘镇行政区划。行政区划调整后，全县设12个镇:即差干、仁居、八尺、河头、中行、上举、泗水、东石、大柘、石正、长田、热柘镇。

## 行政区划
平远县下辖12个镇：
石正镇、八尺镇、差干镇、河头镇、中行镇、上举镇、泗水镇、长田镇、热柘镇、东石镇、仁居镇和大柘镇。

## 人口
根據第七次全国人口普查數據，截至2020年11月1日零時，平遠縣常住人口190482人。

## 民族
平远县以汉族客家人为主，有少量少数民族，如：壯族、苗族、瑤族等。

## 语言
平远县大部分居民讲客家语。

## 经济
平远县的农业以种植业和养殖业为主，比较有特色的是脐橙、油茶、南药等种植业。工业比较有特色的是礦產、木材加工、纺织服装，机电产品等。
2021年，平遠縣地區生產總值為856603萬元，同比增長5.9%，兩年平均增長3.9%。其中，第一產業增加值為157337萬元，同比增長3.6%，兩年平均增長3.2%；第二產業增加值為233903萬元，同比增長0.8%，兩年平均增長2.8%；第三產業增加值為465363萬元，同比增長9.5%，兩年平均增長4.4%。

## 旅游
平远旅游以丹霞地貌风光和青山秀水见长，著名景点有：五指石省级风景名胜区、南台山风景区、世界第一卧佛、黄田水库、大河背、龙文仓子下、红军纪念园。

## 文化
平远的文化艺术以船灯舞最为出名，曾多次参加国际演出，被广东省授于“民族民间艺术之乡”。

### 和臺灣地區的淵源
臺灣六堆地區有不少客家人的祖籍是廣東省梅州市平遠縣。

## 教育
除專项教育外，平遠教育涵蓋高中、中專、初中，小學及學前教育如：幼稚園及學前班。平遠有兩間高中，分別是平遠中學，梅青中學，其中平遠中學為廣東省一級學校，初中以下學校在全縣十二個鎮內均已有開設。

## 交通
- 206国道、 358国道、 济广高速、 梅平高速过境。